# لی‌لی لازاریان
لی‌لی لازاریان (به ارمنی: Լիլի Լազարյան) (درگذشته ۲۰۰۳ میلادی)، رقصندهٔ باله و طراح رقص در ایران بود. وی اولین رقصنده باله است که در سال ۱۹۳۵ (۱۳۱۴) در ایران به روی صحنه رفت.

## زندگی
لی‌لی لازاریان در یک خانواده ارمنی در تهران به دنیا آمد و در «مدرسهٔ داودیان» تهران به تحصیل پرداخت. رقصندگی را در کودکی طی ۸ سال از یک معلم بلژیکی/سوئیسی بنام آلبرت که به تهران آمده بود، آموخت. سپس برای ادامهٔ تحصیل راهی ایتالیا گشت و در «کالج موسیقی و هنر رم» به فراگیری موسیقی علمی و آموزش آواز پرداخت. در همان زمان در چند اپرا از جمله «آیدا و توسکا» و آثاری از مانولسکو و شوبرت شرکت داشت. با شروع جنگ جهانی دوم در سال ۱۹۳۹ (۱۳۱۸) به ایران بازگشت.
او از آنجایی که با حرکات موزون آشنایی داشت و با توجه به اینکه رقص‌های فلکور به صورت علمی و عملی آموزش داده نمی‌شد خود بانی تأسیس چنین هنرستانی شد و اولین کسی بود که بر روی آهنگهای محلی و فولکلوریک ایرانی، رقص و باله تنظیم کرده است. لی‌لی لازاریان پس از ازدواج با آرشام خاچیکیان، عضو تیم ملی وزنه‌برداری ایران، در سال ۱۹۴۶ (۱۳۲۵) «آموزگاه باله لی‌لی لازاریان» را تأسیس نمود. پس از چندی برای آموزش و مطالعه بیشتر راهی کشورهای مختلف اروپا گشت.
لی‌لی لازاریان به مدت ۵۴ سال به فعالیت هنری در داخل و خارج از ایران پرداخت که قبل از تشکیل وزارت فرهنگ و هنر مجوز آن را به نام «هنرستان آزاد لی‌لی لازاریان» از وزارت کشور گرفته بود. وی همچنین آموزشگاه دیگری نیز برای خردسالان ۵ الی ۱۱ سال داشت که در آنجا کلاس‌های تئاتر و موسیقی و باله برگزار می‌شد.
برخی از آثاری که توسط خانم لازاریان در داخل یا خارج از ایران اجرا شدن، بر اساس اشعار «قلب مادر» اثر ایرج میرزا، «اشک یتیم» اثر پروین اعتصامی و خیام ساخته شدند همچنین می‌توان از آثاری مانند باله «تخت جمشید» با اجرای ارکستر سمفونیک و «وسوسه شیطان» که در تلویزیون اجرا شدند نام برد که طراحی لباس و موسیقی آن را نیز خانم لازاریان برعهده داشتند.
خانم لازاریان یکی از پیشکسوتان عرصهٔ آموزش حرکات موزون، در ایران بوده است. وی پس از انقلاب به فعالیت خویش ادامه داد اما چند سال قبل به دلیل کهولت و ناراحتی قلبی از کار دست کشید. وی سرانجام در سال ۲۰۰۳ میلادی (۱۳۸۲ خورشیدی) در تهران درگذشت.
برادر وی، آلفرد لازاریان، نخستین خواننده آهنگ جاز در موسیقی ایرانی بوده است.